# Manuel Caloca Larios
Gral. José Manuel Caloca Larios fue un militar mexicano que participó en la Revolución mexicana. Nació en 1897 siendo hijo de Manuel Caloca Castañeda y de Rosa Larios. Participó en la Revolución mexicana junto al bando villista en el ataque a la plaza de Guadalajara, frente al cuartel Colorado. Caloca es reconocido por ser un apasionado defensor de la democracia mexicana. Murió joven, a los 20 años en combate en 1917. Fue hermano de Pedro Caloca Larios e Ignacio Caloca Larios. 